# Walid Regragui
Hoalid Regragui (født 23. september 1975), kendt som Walid Regragui, er en marokkansk fodboldtræner og tidligere fodboldspiller, der spillede som højreback.
Han er træner for Marokkos landshold. Han er blevet rost for sit lederskab af Marokko-holdet efter deres 2022 FIFA World Cup-kvartfinalesejr mod Portugal, hvor Marokko blev det første afrikanske hold til at nå en VM-semifinale.